# Hildegarda de Baviera
Hildegarda de Baviera (en alemán, Hildegard von Bayern; Múnich, 5 de marzo de 1881-Wildenwart, 7 de febrero de 1948) fue la octava descendiente y cuarta hija del último rey de Baviera, Luis III, y de la archiduquesa María Teresa de Austria-Este, princesa de Módena, por lo tanto una princesa bávara.

## Biografía
Aunque estaba interesada en el arte y la pintura, no podía participar en la lecciones por ser mujer, por lo que mantuvo correspondencia con el pintor Enrique von Zügel, enviándole sus dibujos por correo para que los corrigiera.
Hildegarda tenía una amistad muy profunda con la escritora Emilia Giehrl; después de su muerte, escribió un libro sobre ella. Viajó al congreso de rosas en Zweibrücken en 1914 e inauguró la rosaleda de Europa el 20 de junio de ese año. Ese año, el criador de rosas Peter Lambert presentó una rosa híbrida amarilla cremosa y ligeramente perfumada que lleva su nombre.
Su madre, María Teresa, apoyó la "Asociación para los intereses de la mujer" de Múnich, en la que los miembros estaban involucrados en el "bienestar de guerra municipal". Hildegarda y sus dos hermanas, Helmtrudis y Wiltrudis, participaron en la “Conferencia de Guerra de Mujeres del Sur de Alemania” que tuvo lugar el 1 y 2 de octubre de 1915. El tema de esta conferencia fueron los problemas sociopolíticos que la guerra trajo consigo. Se trataba de la protección de los niños, el cuidado de los dependientes sobrevivientes y el asesoramiento profesional para las mujeres trabajadoras. Durante la Primera Guerra Mundial, se ocupó del cuidado de los heridos y de la protección de mujeres y niños, por lo que el 8 de diciembre de 1915, ella y su hermana Helmtrudis recibieron la Medalla de la Cruz Roja de clase III de manos del emperador Guillermo II en reconocimiento a su compromiso con el cuidado de los soldados heridos. Tras el fin de la monarquía bávara en 1918, vivió el resto de su vida como una ciudadana privada.
Hildegarda permaneció soltera toda su vida, y no tuvo hijos.

## Obra
- Recuerdos de la tía Emmy. Editado por un amigo. Múnich. 1916.